# Дингли, Джим
Джим (Джеймс) Дингли (англ. Jim Dingley; род. 24 марта 1942, Лидс) — славяновед, исследователь белорусской истории и литературы, профессор Лондонского университета, один из учредителей Международного фонда Янки Купалы.

## Биография
Окончил Колледж Иисуса Христа в Кембриджском университете (1963). Работал ассистентом в отделе славистики Британского музея (1964–1966), стажировался в Москве, работал учителем русского языка и литературы в Университете Рединга, преподавателем русского языка, литературы и украиноведения в Университетском колледже Лондона и др. Лектор Лондонского университета.
Основатель и председатель Британской ассоциации украиноведов (1990–1995), председатель Англо-белорусского общества (1981 — середина 1990-х, 2004–2014), активный член The Journal of Byelorussian Studies, его редактор в 1972–1979 гг. Секретарь Совета библиотеки Франциска Скорины в Лондоне с середины 1970-х годов. В 1991 году один из организаторов первого Международного конгресса белорусистов.
Дружил с отцом Александром Кнудсоном, Гаем Пикардом и Арнольдом Макмилланом.
Почетный член Белорусского ПЕН-центра.

## Переводчик
Перевёл на английский и сделал комментарии к «Письму русскому другу» Алексея Кавко, опубликованного в Лондоне Ассоциацией белорусов в Великобритании.
Перевод с белорусского на английский «Страну Беларусь» Владимира Орлова (2013), «Рыбный городок» Натальи Бабиной (2013), «Дети Алиндарки» Ольгерда Бахаревича, эссе Тани Скарынкиной «A Window on Another Life» и др.

## Награды
- Медаль Франциска Скорины (28 мая 1991 года, Белоруссия) — за большой вклад в Белорусоведение, активную популяризацию белорусского языка и литературы[10].
- Медаль «100 лет БНР» (2019 год, Рада Белорусской Народной Республики)[11].